# Xeronema callistemon
Xeronema callistemon, biljna vrsta iz porodice Xeronemataceae, novozelandski je endem na otocima Poor Knights i Hen kod Sjevernog otoka.
Smatra se izuzetno lijepom i rijetkom vrstom koja raste po morskim liticama na otocima na koje je zabranjeno neovlašteno slijetanje, i zaštićena je od strane Vlade Novog Zelanda
- Grmovi biljke Xeronema callistemon
- Listovi
- Cvjetovi